# 界市镇
界市镇，是中华人民共和国四川省内江市隆昌市下辖的一个建制镇。
该镇位于内江市东部，与重庆市接壤。成渝高速铁路隆昌北站位于该镇。
2002年，为了退耕还林，县内开始大规模种植毛竹，并形成相关产业。
2019年12月，撤销迎祥镇和周兴镇，将原迎祥镇高庙村、凉山村和原周兴镇王布政村所属行政区域划归界市镇管辖。

## 行政区划
界市镇下辖以下地区：
界市社区、天华社区、井场村、五里村、龙台村、芋荷村、桂花村、柏树村、王家村、包家村、槽房村、潮水村、段家村、石佛寺村、烂泥村、蔡家寺村、蔡家滩村、湖潭沟村、金盆村、朱家坪村、李家嘴村、大星寺村、天宝村、吴家祠村、天官村、高屋村、石印村、古堰村、葛藤村、大河村、花坟村、四平村和新房村。